# Bårholm
Bårholm är en halvö på ön Åva i Åland (Finland). Den ligger i den östra delen av landskapet, 70 km nordost om huvudstaden Mariehamn.